# Luis María Salazar y Salazar
Luis María Salazar y Salazar (Vitoria, 13 de marzo de 1758 – Madrid, 29 de abril de 1838) fue un militar y político español.

## Biografía
Ingresa en la Armada en 1775, tras estudiar en Vergara. Prueba sus armas por primera vez en la campaña de Argel de 1783. En 1792 colabora en la elaboración de las nuevas Ordenanzas Generales de la Armada. En 1802 asciende a capitán de navío y en 1807 fue Intendente general de Marina. En 1812 es nombrado secretario de Despacho de Hacienda y ese mismo año jefe político de Sevilla. En 1814 es designado secretario de Despacho de Marina que desempeñaría hasta 1818. En el Trienio Liberal, se le confió de nuevo el Ministerio de Marina en 1820 y, nuevamente, en 1823. Con carácter interino ocupa la secretaría de Despacho de la Guerra durante 14 días de junio de 1825. Fernando VII le concede en 1830 el título de conde de Salazar.